# 格雷淵珍魚
格雷淵珍魚，為輻鰭魚綱水珍魚目小口兔鮭科的其中一種，為深海魚類，分布於東大西洋西班牙到西撒哈拉、西大西洋百慕達群島、西北大西洋加拿大、西南太平洋紐西蘭海域，棲息深度25-1000公尺，體長可達16公分，棲息在大洋中層水域，成小群活動，以浮游生物為食，生活習性不明。